# Skarchówka
Skarchówka – struga w woj. zachodniopomorskim, w gminie Kamień Pomorski; dawniej odnoga rzeki Wołczenicy.
Dawniej za Skarchówkę, brano odnogę przy rzece Wołczenicy, która biegła na północny wschód równolegle z ujściowym odcinkiem tej rzeki do Zatoki Cichej cieśniny Dziwny. 
Na Mapie Podziału Hydrograficznego Polski wydanej w 2007 roku przez Zakład Hydrografii i Morfologii Koryt Rzecznych IMGW struga bierze swoje źródła na zachód od Szumiącej i biegnie w kierunku zachodnim, będąc połączoną z siecią rowów melioracyjnych. Za wsią Buszęcin wpada do swojego dawnego koryta i płynie na północ do Zatoki Cichej cieśniny Dziwny.
Nazwę Skarchówka wprowadzono urzędowo rozporządzeniem w 1949 roku, zastępując poprzednią niemiecką nazwę strugi – Scharchower Bach.
Na wschód od ujścia leży wieś Skarchowo.